# Vitázik a világ ifjúsága

VIII. Nemzetközi döntő Varsó, (Lengyelország) 2014. 10. 17.

A Vitázik a világ ifjúsága (Jugend debattiert international) középiskolai tanulókat megszólító, német nyelvű nemzetközi vetélkedő, melyen Közép- és Kelet-Európa fiataljai mérik össze tudásukat. A vetélkedőre cseh, észt, lengyel, lett, litván, magyar, orosz (moszkvai és szentpétervári) valamint ukrán tanulók nevezhetnek be. 2016-tól Szlovákia és Szlovénia is részt vesz a projektben.
A vetélkedő a Goethe Intézet, az Emlékezet, Felelősség és Jövő Alapítvány, a Közhasznú Hertie Alapítvány és a Külföldi Német Iskolák Központi Igazgatóságának közös projektje, melyet Magyarországon a Hanns-Seidel-Stiftung, az E.ON Hungária Zrt., a Konrad-Adenauer-Stiftung, a Magyarországi Németek Önkormányzata és az ELMŰ-ÉMÁSZ támogat.
A Vitázik a világ ifjúsága az egyetlen olyan német nyelvű nemzetközi vetélkedő, amelynek keretében a különböző országok középiskolás tanulói vitakultúrájukat mérik össze. A vetélkedő célja annak elősegítése, hogy Közép- és Kelet-Európa fiataljai nézeteiket és álláspontjaikat megalapozottan és meggyőzően képviseljék, és eközben a német nyelvet, mint a vita eszközét egyre magasabb szinten használják. A vetélkedő tárgyát a német nyelven folytatott vita képezi, amely olyan témaköröket ölel fel, mint például az iskolai mindennapok, az alapvető emberi jogok, a történelem (különösen a történelmi igazságtalanságok feldolgozása) és különböző európai szintű kérdésfelvetések. A projektben 10. osztálytól vehetnek részt azok a tanulók, akik a Közös Európai Referenciakeretben meghatározott (legalább) B2 szintű német nyelv-tudással rendelkeznek.

## Vetélkedő
A 2014/2015-es tanévben 148 iskola közel 2000 tanulója vett részt a vetélkedőben. Ezekben az iskolákban a tanulók vitakultúrájának fejlesztése az oktatás egyik fontos célkitűzése. Képzett pedagógusok készítik fel a fiatalokat arra, hogy német nyelvi eszközökkel eredményesen és hatékonyan tudjanak érvelni. A legügyesebb tanulók először iskolai, majd regionális és országos szinten mérik össze tudásukat. A nemzetközi döntőben a projektben részt vevő nyolc ország 16 legjobb tanulója vetélkedik egymással.
A legjobb tanulók vitáznak egymással először iskolai és iskolahálózati, majd országos szinten és végül a nemzetközi döntőben, ahol a projektben részt vevő országok döntővitájában első és második helyezést elért fiatalok vetélkednek egymással.

## A vita felépítése és értékelése
A vetélkedő keretében négy tanuló (kettő a pro és kettő a kontra oldalon) vitázik egymással összesen 24 percen át, társadalompolitikai szempontból releváns kérdésekről (legutóbb például arról, hogy felvegyék-e Törökországot az EU-ba). A vita menetét szigorú szabályok határozzák meg. A vita elején minden vitázó két percet kap, hogy zavartalanul kifejtse véleményét az adott kérdésről. Ezután 12 perces kötetlen eszmecsere következik, amelynek során a vitázók ütköztetik véleményüket. Végül pedig minden résztvevő egy percben saját szemszögéből összefoglalja a lezajlott vita eredményét. A vita minden esetben előre meghatározott forgatókönyv szerint zajlik, vitavezető nincs.
A vitát egy három-öt tagú zsűri értékeli, akik a tanulók egyéni teljesítményét pontozzák. Négy értékelési szempont alapján ítélik meg a hozzászólásokat: tárgyi tudás, kifejezőkészség, beszédkészség, meggyőzőerő. A vitázók némettudását nem értékelik.

## Visszatekintés
A Vitázik a világ ifjúsága nemzetközi vetélkedőt először 2005-ben rendezték meg Cseh- és Lengyelországban. 2006 óta vesznek részt a versenyben észt, lett, litván és ukrán iskolák, a harmadik évtől pedig moszkvai és szentpétervári tanulókkal bővült a versenyzők köre. 2016-tól Szlovákia és Szlovénia is részt vesznek a projektben.
Nemzetközi döntők
| nemzetközi döntők                                           | vitatéma | védnöksége / díszvendég                                                                                       | győztes                                                                            |
| ----------------------------------------------------------- | --- | --- | ---------------------------------------------------------------------------------- |
| I. Nemzetközi döntő Prága (Csehország) 2007.10.15.          | „Büntessék-e az Európai Unióban a népirtás tagadását?”                                                                         | Václav Havel, a Cseh Köztársaság volt elnöke / Wolfgang Thierse, Német Szövetségi Gyűlés alelnöke             | Jakub Štefela, Liberec (Csehország) és Peer Klüßendorf, Rostock (Németország)      |
| II. Nemzetközi döntő Varsó (Lengyelország) 2008.10.24.      | „Lecseréljék-e az iskolákban a nemzeti történelem- tankönyveket egy közös európai tankönyvre?”                                 | Bronisław Komorowski, a Lengyel Köztársaság Sejm marsal / Gerda Hasselfeldt, Német Szövetségi Gyűlés alelnöke | Barbara Wasilewska, Varsó (Lengyelország) und Wiebke Neelsen, Wismar (Németország) |
| III. Nemzetközi döntő Prága (Csehország) 2010.02.26.        | „Kikiáltsák-e augusztus 23-át egész Európában a totalitárius és autoriter rezsimek elleni emléknappá?”                         | Václav Havel, a Cseh Köztársaság volt elnöke / Petra Pau, Német Szövetségi Gyűlés alelnöke                    | Jitka Rutrlová, Prága (Csehország) és Maximilian Behrens, Münster (Németország)    |
| IV. Nemzetközi döntő Berlin (Németország) 2010.11.12.       | „Kiterjedjen-e Európa minden nagyvárosára a Google Street View?”                                                               | Harro Semmler államtitkár, Német Szövetségi Gyűlés vezetője                                                   | Irina Avdeeva, Moszkva (Oroszország)                                               |
| V. Nemzetközi döntő Kijev (Ukrajna) 2011.10.21              | „Rögzítse-e törvényben Európa minden országa azt, hogy belátható időn belül beszünteti az atomenergia felhasználását?”         | Vitali Klitschko / Dr. Hans-Jürgen Heimsoeth, a Német Szövetségi Köztársaság ukrajnai nagykövete              | Annett Lymar, Viljandi (Észtország)                                                |
| VI. Nemzetközi döntő Vilnius (Litvánia) 2012. 10. 19.       | „Legyen-e egész Európában büntethető a vallások ellen irányuló gyűlöletbeszéd?”                                                | Emanuelis Zingeris, a litván parlament külügyi bizottságának elnöke                                           | Szabó Gréta, Budapest (Magyarország)                                               |
| VII. Nemzetközi döntő Budapest (Magyarország) 2013. 10. 18. | „Kell-e bojkottálni a nagyszabású sportesemények megrendezését azokban az országokban, ahol megsértik az emberi jogokat?”      | Kassai Viktor, nemzetközi futballbíró, 2011-es év legjobb játékvezetője                                       | Dominika Perlínová, Prága (Csehország)                                             |
| VIII. Nemzetközi döntő Varsó, (Lengyelország) 2014. 10. 17. | „Betiltsák-e a szélsőséges pártokat?“                                                                                          | Władysław Bartoszewski, miniszterelnök megbízottja, a nemzetközi párbeszédért felelős államtitkár             | Anastasija Minitš, Tallinn (Észtország)                                            |
| IX. Nemzetközi döntő Riga (Lettország) 2015. 10.23.         | "Kötelezően érvényes legyen-e az Európa Tanács tagállamai számára, hogy évente mininum létszámban menekülteket fogadjanak be?" | Andris Bērziņš, Lettország korábbi államfője                                                                  | Ryan Anna, Budapest (Magyarország)                                                 |
| X. Nemzetközi döntő Prága (Csehország 2016. 09.23.          | „Ki kell-e zárni államilag szervezett doppingolás esetén az adott országot a nemzetközi versenyekből?“                         | Karel Schwarzenberg, korábbi cseh külügyminiszter                                                             | Khoi Nguyen, Prága (Csehország)                                                    |

## Külső hivatkozások
- Weboldal Vitázik a világ ifjúsága
- Goethe-Institut Budapest
- Vitázik a világ ifjúsága a Facebookon